# Real Universidad de San Felipe
Die Real Universidad de San Felipe (deutsch: Königliche Sankt-Philipps-Universität) war bei ihrer Gründung 1747 in Santiago de Chile die erste Universität Chiles mit umfassendem Fächerkanon. Sie ist die direkte Vorläuferin der Universidad de Chile.

## Geschichte

### Erste Hochschulen als Vorläufer
Bildung und schulische Erziehung lagen lag in Chile wie in ganz Südamerika lange Zeit in den Händen von Ordensgemeinschaften. So waren auch die ersten Ansätze für Hochschulen den Kirchen vorbehalten. Im Dominikaner-Konvent von Santiago entstand 1622 die Universidad de Santo Tomás mit Lehrstühlen für Theologie und Freie Künste, die zum ersten Mal weiterführende Qualifikationen für die Anwärter von Klerus und Kolonialverwaltung bot. 1623 folgten die Jesuiten mit dem Convictorio Francisco Javier, einem Konvikt, an dem vor allem Priester als Missionare für die Indianermissionen ausgebildet wurden.
Der Bedarf der wachsenden Kolonie nach Wissensvermittlung und Berufsqualifikationen ging allerdings weit über das Angebot der Mönche hinaus. 1713 wandte sich der Alcalde (Bürgermeister) von Santiago an den Stadtrat mit dem Antrag, dem König die Gründung einer Universität vorzuschlagen. 1724 wurde ein Gesandter benannt, der das Vorhaben bei Hofe vortragen sollte. 1727 fuhr dann ein Abgesandter nach Spanien, um die Gründung einer Münze (La Moneda) und einer Universität in die Wege zu leiten. Am 28. Juli 1738 beschloss König Philipp V. die Gründung einer umfassenden Universität und widerrief den Ordenskonventen das Recht zur Vergabe von akademischen Graden und Titeln.

### Gründung
Die eigentliche Gründung zog sich noch etliche Jahre hin: 1747 wurde mit dem Abgesandten Tomás da Azúa der erste Rektor gewählt. Dieser Tag gilt als Gründungsdatum der Hochschule. Der Lehrbetrieb wurde am 9. Januar 1758 – also noch einmal 11 Jahre später – aufgenommen. Die Universität sollte (ähnlich wie die zeitgleich gegründeten Universitäten in Lima und Mexiko-Stadt) aus den Fakultäten für Theologie, Philosophie, Rechtswissenschaften, Medizin und Mathematik bestehen. Es bestanden elf Lehrstühle. Feste Lehrstühle bestanden für Theologie, kanonisches und weltliches Recht sowie Medizin. Temporäre Lehrstühle gab es für Mathematik, Rhetorik und Sprachen, darunter einen für Mapuche.
Das Studium war im Gegensatz zu den Ordenshochschulen kostenpflichtig. Das Gebäude der Universität wurde 1764 bezugsfertig.

### Während der Unabhängigkeit
Im Jahr 1813 gründete José Miguel Carrera das republikanische und laizistische Instituto Nacional als Konkurrenz zu der spanisch und kirchlich dominierten Einrichtung der Universität. Ab demselben Jahr wurden die ersten Bücher, aus denen die Sammlung der chilenischen Nationalbibliothek hervorging, in den Räumlichkeiten der Universität gelagert und gesammelt.
Danach folgten Veränderungen in der Folge des Unabhängigkeitskrieges und der Unabhängigkeit des Landes ab 1818: Die Universität legte den Namenszusatz „königlich“ (spanisch: Real) ab. Ab 1835 nannte sie sich Universidad de San Felipe de la Republica de Chile.

### Ablösung durch die Universidad de Chile
Am 17. April 1839 verfügte der Bildungsminister Mariano Egaña die Schließung der Universität und an ihrer Stelle die Gründung einer Universidad de Chile, die den Erziehungszielen und Anforderungen der republikanischen Gesellschaft der Zeit besser gerecht werden sollte. Das Stadttheater Santiago wurde 1857 am Standort des Universitätsgeländes gegründet.

## Absolventen
Mehr als tausend Absolventen aus dem Süden Südamerikas durchliefen die Real Universidad de San Felipe, darunter viele führende politische Köpfe Chiles, wie etwa der spätere Präsident Manuel Montt Torres.